# 프레데리크 네
프레데리크 미셸 로제 네(프랑스어: Frédéric Michel Roger Née, 1975년 4월 18일, 노르망디 지방 바이외 ~)는 프랑스의 축구 감독이자 전 프로 선수로, 현역 시절에 스트라이커로 활약했으며, 바스티아의 현 수석 코치이다.
그는 두 차례에 걸쳐 바스티아에서 활약한 것으로 알려져 있으며, 그 중간에 리옹 소속으로 2년을 보내며 2번 리그 1을 우승했다.

## 선수 경력
노르망디 지방 바이외 출신인 네는 유년 시절에 지지하던 캉에서 처음 활약했다. 그는 1996-97 시즌에 리그 1 승격 새내기 소속으로 신고식을 치렀고, 경기 결과 3달 부상으로 결장해야 했으며, 소속 구단은 1년 만에 강등되었다. 그는 낭트 이적을 거절하고 리그 2에서 1년을 더 보냈는데, 리옹과 FC 메스의 1998년 여름 제의를 뿌리치고 바스티아에 입단했다. 2000-01 시즌, 그는 코르시카 연고 구단 소속으로 1부 리그에서 16골을 기록했다.
네는 2001년에 손니 안데르송의 대체자로 리옹에 입단했지만, 안데르송은 결국 제를랑을 떠나지 않았고, 페기 루인둘라가 합류하면서, 출전 기회가 더욱 줄어들었다. 그는 본래 바르셀로나와의 챔피언스리그 원정 경기에 출전할 계획이었지만, 전자의 선수가 부상당해 좌절된 와중에 9·11 테러로 경기 일정이 연기되었고, 브라질인이 시간에 따라 지위를 되찾아 주전 선수가 되었다. 2002년 1월, 그는 2군 경기에서 무릎 부상을 당해 6달 동안 결장했다.
그는 2006-07 시즌을 끝으로 반복된 부상으로 인해 현역 은퇴를 선언했다.
네는 프랑스 국가대표팀 일원으로 대한민국과 일본에서 열린 컨페더레이션스컵을 우승했다. 그는 0-1로 패한 오스트레일리아와의 0-1 경기에서 처음이자 마지막으로 1군 경기에 출전했고, 경기에 선발로 출전해 골망을 흔들었지만, 오프사이드로 득점이 인정되지 않았다.

## 감독 경력
은퇴 후, 네는 바스티아, 렌, 그리고 프랑스 여자 국가대표팀에서 공격수 코치를 맡았고, 이후 5부 리그인 샹피오나 나시오날 3의 바스티아 감독으로 2017년에 내정되었다.
2018년 5월, 네는 같은 리그의 바스티아로 복귀했는데, 이번에는 스테판 로시 감독을 보좌했다. 그는 2019년 10월 23일에 "푸른 군단(Turchini)"의 감독 대행을 맡았는데, 샹피오나 나시오날 2의 후자 감독은 이후에 해임되었다. 1주도 안 되는 기간이 흘러, 이 자리의 후임으로 마티외 샤베르가 취임했다.

## 수상
- 디비시옹 1 / 리그 1: 2001–02,[9] 2002–03[10]

## 경력 통계
| 구단      | 시즌      | 리그       | 리그 | 리그 | 컵   | 컵 | 대륙 | 대륙 | 합계 | 합계 |
| 구단      | 시즌      | 리그명     | 출장 | 골   | 출장 | 골 | 출장 | 골   | 출장 | 골   |
| --------- | --------- | ---------- | ---- | ---- | ---- | -- | ---- | ---- | ---- | ---- |
| 캉        | 1996–97   | 디비시옹 1 | 22   | 9    | 5    | 2  | –    | –    | 27   | 11   |
| 캉        | 1997–98   | 디비시옹 2 | 34   | 13   | 3    | 0  | –    | –    | 37   | 13   |
| 캉        | 합계      | 합계       | 56   | 22   | 8    | 2  | 0    | 0    | 64   | 24   |
| 바스티아  | 1998–99   | 디비시옹 1 | 27   | 11   | 2    | 0  | 5    | 3    | 34   | 14   |
| 바스티아  | 1999–00   | 디비시옹 1 | 30   | 11   | 5    | 1  | –    | –    | 35   | 12   |
| 바스티아  | 2000–01   | 디비시옹 1 | 33   | 16   | 2    | 1  | 1    | 0    | 36   | 17   |
| 바스티아  | 합계      | 합계       | 90   | 38   | 9    | 2  | 6    | 3    | 105  | 43   |
| 리옹      | 2001–02   | 디비시옹 1 | 18   | 2    | 2    | 2  | 7    | 1    | 27   | 5    |
| 리옹      | 2002–03   | 리그 1     | 8    | 1    | 1    | 0  | 2    | 0    | 11   | 1    |
| 리옹      | 합계      | 합계       | 26   | 3    | 3    | 2  | 9    | 1    | 38   | 6    |
| 바스티아  | 2003–04   | 리그 1     | 27   | 4    | 2    | 0  | –    | –    | 29   | 4    |
| 바스티아  | 2004–05   | 리그 1     | 26   | 3    | 2    | 0  | –    | –    | 28   | 3    |
| 바스티아  | 2005–06   | 리그 2     | 28   | 2    | 2    | 0  | –    | –    | 30   | 2    |
| 바스티아  | 2006–07   | 리그 2     | 11   | 1    | 1    | 0  | –    | –    | 12   | 1    |
| 바스티아  | 합계      | 합계       | 92   | 10   | 7    | 0  | 0    | 0    | 99   | 10   |
| 경력 합계 | 경력 합계 | 경력 합계  | 264  | 73   | 27   | 6  | 15   | 4    | 306  | 83   |

1. ↑  쿠프 드 프랑스, 쿠프 드 라 리그 출전 경기 기록 포함.
2. ↑  챔피언스리그, UEFA컵, 및 인터토토컵 출전 경기 기록 포함.